# Julius Nell
Julius Nell (* 8. Mai 1855 in Maria Lanzendorf; † 27. Juli 1917 in Wien) war ein österreichischer Architekt.

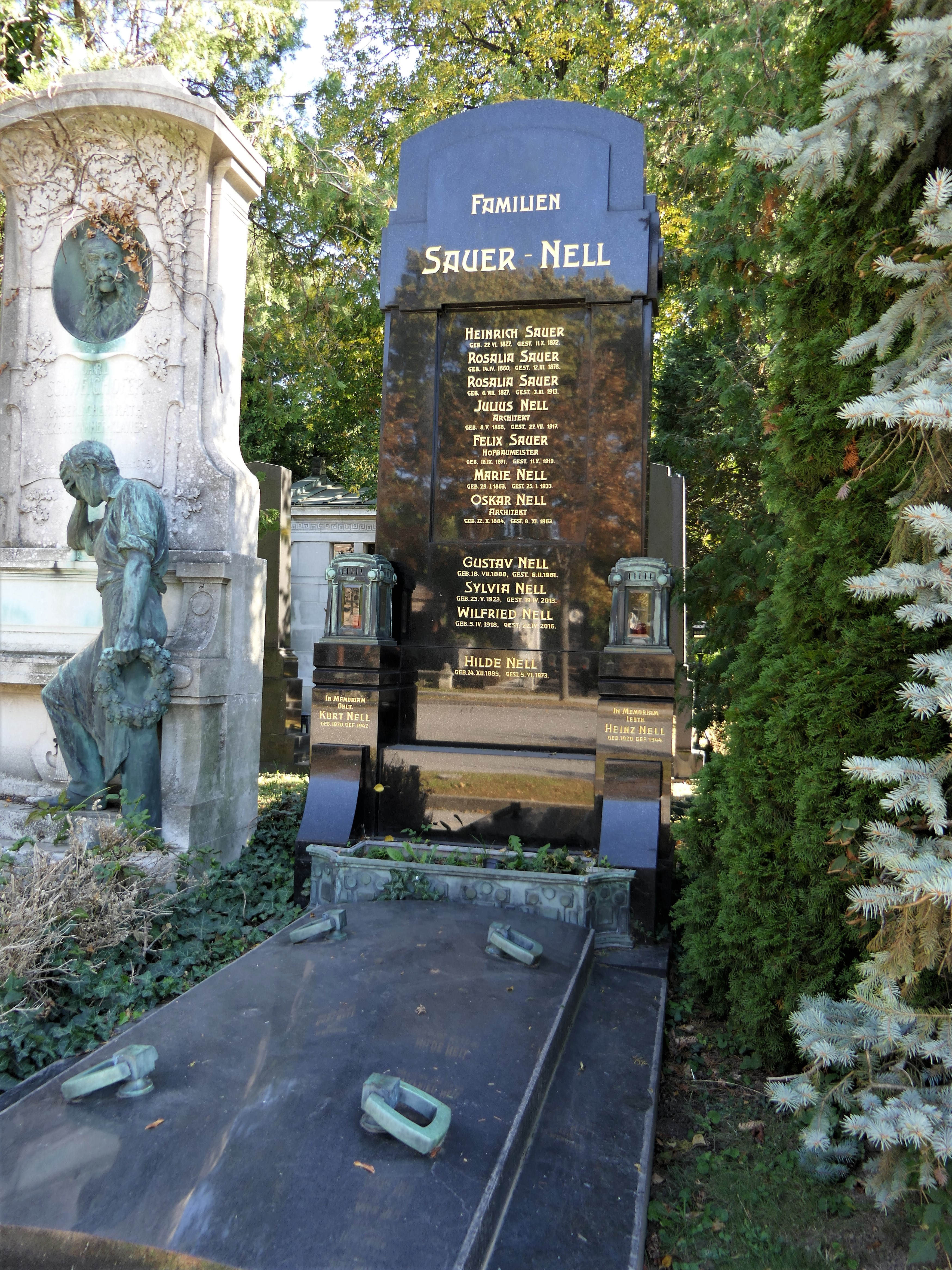
Grab von Julius Nell

## Leben
Über Herkunft, Jugend, Ausbildung und frühe Berufsjahre von Julius Nell liegen im Architektenlexikon keine Informationen vor. Ab den 1890er Jahren trat er mit einigen Bauprojekten in Wien als Architekt hervor. Da er oder ein Familienmitglied immer auch als Bauherr auftrat, ist von einer gewissen Wohlhabenheit Nells auszugehen.
Nell war verheiratet und hatte drei Kinder, von denen der Sohn Oskar ebenfalls Architekt wurde; die Tochter Eugenia war akademische Malerin. Julius Nell wurde auf dem Wiener Zentralfriedhof in prominenter Lage bestattet.

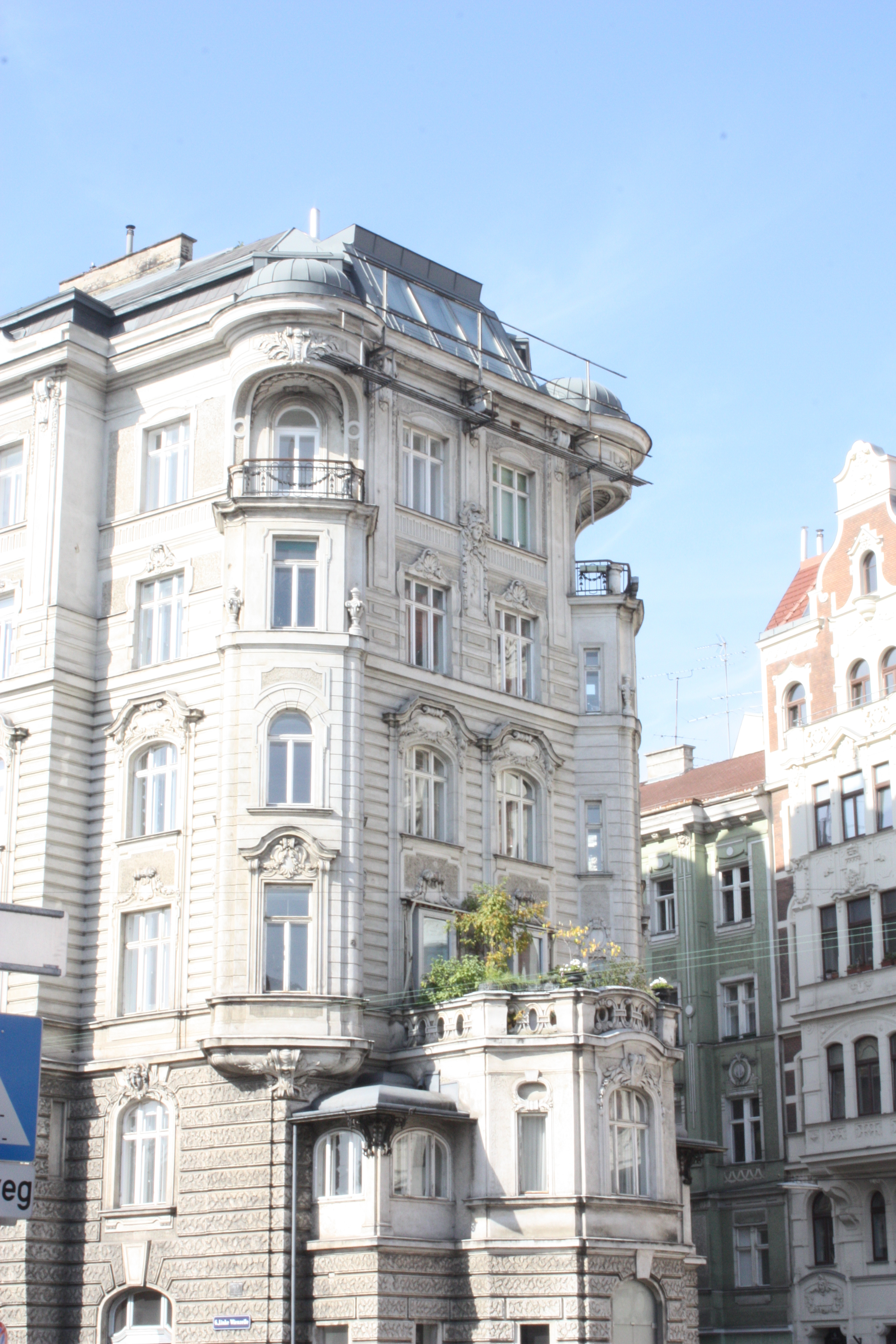
Magdalenenstraße 1 (1907)

## Werk
Stilistisch war Julius Nell ein Vertreter des Späthistorismus, der gerne neobarocke Formen verwendete. Bei seinen Miethäusern in den inneren Bezirken Wiens fällt die reiche Gliederung der Fassaden auf. Erst sehr spät öffnete sich Nell auch secessionisten Dekorelementen bei der Gestaltung seiner Bauten.
- Villa, Helenenstraße 65, Baden (1887), Zuschreibung fraglich
- Miethäuser, Lederergasse 5 / Fuhrmannsgasse 4, Wien 8 (1881), durch Innenhof verbunden
- Wohn- und Geschäftshaus, Pilgramgasse 10, Wien 5 (1894–1895)
- Wohn- und Geschäftshaus, Magdalenenstraße 1 / Linke Wienzeile 70, Wien 6 (1907)
- Wohn- und Geschäftshaus, Graf Starhemberg-Gasse 37, Wien 4 (1912)
- Wohn- und Geschäftshaus, Domgasse 8, Wien (1913), unter Denkmalschutz
- Wohn- und Geschäftshaus, Roterdstraße 31, Wien 16 (1914)
- Miethäuser, Wilhelminenstraße 122 und 122A, Wien 16 (1915), durch Innenhof verbunden